# Thomas de Lynton
Thomas de Lynton (fl. anos 1380) foi um cónego de Windsor de 1378 a 1387 e Decano da Capela Real.

## Carreira
Ele foi nomeado:
- Prebendário de Newington na Catedral de São Paulo, 1381
- Tesoureiro da Catedral de Wells 1383
- Prebendário de Colworth na Catedral de Chichester 1385 - 1388

Ele foi nomeado para a quarta bancada na Capela de São Jorge, Castelo de Windsor em 1378, e manteve a posição até 1387.